# Pere Torrent Peret
Pere Torrent Peret (Barcelona, 1945) és un dissenyador gràfic, il·lustrador i escultor català. A través del seu característic estil pictogràfic i geomètric acosta el disseny, propi de l'alta cultura, al públic de masses.

## Biografia
Neix a Barcelona l'any 1945. Realitza la seva formació a l'Escola Massana i als 20 anys inicia la seva activitat professional. Durant el seu període de formació treballà juntament amb altres joves dissenyadors com Josep Maria Trias a l'estudi del grafista Josep Pla Narbona.
Cinc anys després, el 1970 compta amb un estudi propi. El 1976 va a París durant sis anys, treballant com a il·lustrador freelance i director d'art a Delpire-Advico, en Grapphorm i Prisunic.
Un any després torna a Barcelona s'hi estableix de forma definitiva; és en aquest moment a partir del qual es consolida com a dissenyador i realitza un gran nombre d'encàrregs per a importants empreses i institucions com ara TV3, La Vanguardia, el MACBA, l'Ajuntament de Barcelona. Ha participat en nombroses exposicions col·lectives i individuals i és autor de diversos llibres en els
que exposa part de les seves creacions acompanyades de textos propis sobre la seva visió de temes socials, filosòfics i polítics.

## Estil i influències
L'obra de Pere Torrent es caracteritza per la multitud i la varietat de referents en la qual es basa; fet que aporta una gran riquesa, no tan sols a nivell formal, sinó també a nivell semàntic.
Peret, al llarg de la seva trajectòria com a dissenyador i il·lustrador, desenvolupa diversos estils d'il·lustració a través de multitud de tècniques com ara la il·lustració vectoritzada, el gravat, el ready-made i el collage.
A part de la seva vessant més artística, també ha creat logotips i cartells en els quals hi aplica una tècnica més depurada i sintètica. Podríem dir que aquesta tècnica està lligada formalment a les seves il·lustracions d'estil pictogràfic.
Per una altra banda, com a clar testimoni del tarannà experimental de Peret, cal nomenar les seves peces tridimensionals, que es troben a peu entre l'escultura, el ready-made i el collage.
Quant a les influències, el dissenyador pren elements estilístics d'artistes com Paul Klee, El Lizzitzky, Kandinsky, Picasso, Mondrian entre altres pintors de les avantguardes artístiques del segle xx.
Talment, algunes de les figures que Peret sol representar posseeixen una aparença primitiva, basada en les pintures rupestres d'una cova a Tassili n'Ajjer, al sud d'Algèria.
El llenguatge clar i proper que emprat pel dissenyador permet la lectura i comprensió de les seves creacions per part d'un públic molt ampli. És per aquesta raó per la qual Pilar Parcerises classifica l'obra de Peret com a “un punt de trobada entre high & low culture”. Malgrat la facilitat del missatge en la majoria de les seves il·lustracions, sovint expressa el seu esperit crític i satíric amb la societat de consum. Tracta temes com les relacions sentimentals, la solidaritat i el respecte per altres cultures, així com una reflexió auto-crítica envers la nostra cultura.
A part del seu vessant politicosocial, hi incorpora trets propis de llegendes, mites i tradicions com són el minotaure, l'esfinx o les sirenes per tal d'incorporar-se, així, al patrimoni cultural.
Però l'il·lustrador fa un pas més enllà i no es queda en el passat sinó que incorpora també figures pròpies de la cultura popular (King Kong, Garfield, Mickey Mouse…) com a objectes de la seva sàtira.